# 切列季夫
48°12′3″N 24°58′5″E / 48.20083°N 24.96806°E
切列季夫（烏克蘭語：Черетів），是烏克蘭的村落，位於該國西部伊萬諾-弗蘭科夫斯克州，由韋爾霍維納區負責管轄，面積0.7平方公里，2001年人口325，人口密度每平方公里464.3人。